# Comuna Făgețelu, Olt
Făgețelu este o comună în județul Olt, Muntenia, România, formată din satele Bâgești, Chilia, Făgețelu (reședința), Gruiu, Isaci și Pielcani.

## Așezare geografică
Comuna Făgețelu este situată în partea de nord, nord-est a județului Olt, la o distanță de 54 km de orașul Slatina și la 37 km de orașul Pitești. Are o suprafață de 45 km². Comuna Făgețelu face parte din categoria comunelor care se întâlnesc în Podișul Getic, respeciv Platforma Cotmeana, cu relieful deluros, fiind axată pe cursul superior al râului Vedea, față de care are o poziție apoape semetrică. În componența comunei Făgețelu intră satele: Făgețelu, Păcala, Bâgești, Chilia, Ciorâca, Gruiu, Isaci, Pielcani.
Spre nord, comuna Făgețelu se învecinează cu comuna Topana, în vest cu Leleasca, iar la est cu Vedea și în același timp cu județul Argeș. La sud se învecinează cu comuna Spineni.
În raport cu liniile de analiză geometrică ale globului pământesc, comuna Făgețelu este așezată la circa 30 km sud de paralela 45° latitudine nordică și cam la aceeași distanță între meridianele de 24° și 25° longitudine estică.
Comuna Făgețelu se distinge de celelalte localități din județ nu numai prin întindere și aproximativa simetrie față de albia râului Vedea, ci și prin predominarea altitudinii generale de peste 180 m (în rare excepții depășind cu puțin 200 – 230 m), simplitatea structurii geologice și zonalitatea altitudinală a condițiilor bioclimaterice și pedologice.
Așezările omenești reflectă o strânsă legătură cu relieful și hidrografia, cu liniile de circulație, orientate pe două direcții principale (nord-sud și vest-est), condițiile fizico-geografice fiind prielnice dezvoltării vieții și activității umane din cele mai vechi timpuri, determinând în bună parte structura și ocupațiile de bază ale locuitorilor.
Comuna Făgețelu iese în evidență în primul rând prin funcția ei agricolă și, într-o mai mică măsură, prin disponibilitățile de tip comercial-industrial.
Satul cel mai vechi atestat documentar este Făgețelu (hrisovul domnesc din 1475, 1 iunie); satul Păcala în 1677, satul Ciorîca în 1644, satul Isaci sau Badea figurează în 1818, satul Gruiu în 1822 iar Pielcani în 1872 . (Anexa nr. 2 și 3)
Față de reședința comunei, satele sunt așezate la distanțe cuprinse între 2 km (satul Isaci) și 6 km (satul Pielcani). Drumurile de interes local sunt în cea mai mare parte modernizate, iar cele naționale brăzdează comuna de-a lungul și de-a latul ei; respectiv – drumul național Pitești – Drăgășani, de la est la vest, și drumul național Slatina – Râmnicu-Vâlcea de la sud la nord. Cea mai apropiată stație de cale ferată este gara Corbu, situată la 35 km.

## Scurt istoric
Cea mai veche atestare documentară a satului Făgețelu (sat care dă și denumirea actuală a comunei Făgețelu) este Hrisovul domnesc din anul 1475. Pe teritoriul comunei Făgețelu, în satul Chilia, se află un muzeu sătesc, operă și contribuție a sculptorului Nicolae Nica.

## Demografie
Componența etnică a comunei Făgețelu
     Români (95,11%)
     Alte etnii (4,89%)
Componența confesională a comunei Făgețelu
     Ortodocși (93,14%)
     Adventiști (1,22%)
     Alte religii (0,56%)
     Necunoscută (5,08%)
Conform recensământului efectuat în 2021, populația comunei Făgețelu se ridică la 1.064 de locuitori, în scădere față de recensământul anterior din 2011, când fuseseră înregistrați 1.219 locuitori. Majoritatea locuitorilor sunt români (95,11%). Din punct de vedere confesional, majoritatea locuitorilor sunt ortodocși (93,14%), cu o minoritate de adventiști (1,22%), iar pentru 5,08% nu se cunoaște apartenența confesională.

## Politică și administrație
Comuna Făgețelu este administrată de un primar și un consiliu local compus din 9 consilieri. Primarul, Stelian Stoicescu[*], de la Partidul Social Democrat, este în funcție din octombrie 2020. Începând cu alegerile locale din 2024, consiliul local are următoarea componență pe partide politice:
|  | Partid                          | Consilieri | Componența Consiliului | Componența Consiliului | Componența Consiliului | Componența Consiliului | Componența Consiliului |
|  | ------------------------------- | ---------- | ---------------------- | ---------------------- | ---------------------- | ---------------------- | ---------------------- |
|  | Partidul Social Democrat        | 5          |                        |                        |                        |                        |                        |
|  | Alianța pentru Unirea Românilor | 1          |                        |                        |                        |                        |                        |
|  | Uniunea Salvați România         | 1          |                        |                        |                        |                        |                        |
|  | Partidul Național Liberal       | 1          |                        |                        |                        |                        |                        |
|  | Forța Dreptei                   | 1          |                        |                        |                        |                        |                        |